# 坑道掘削装置

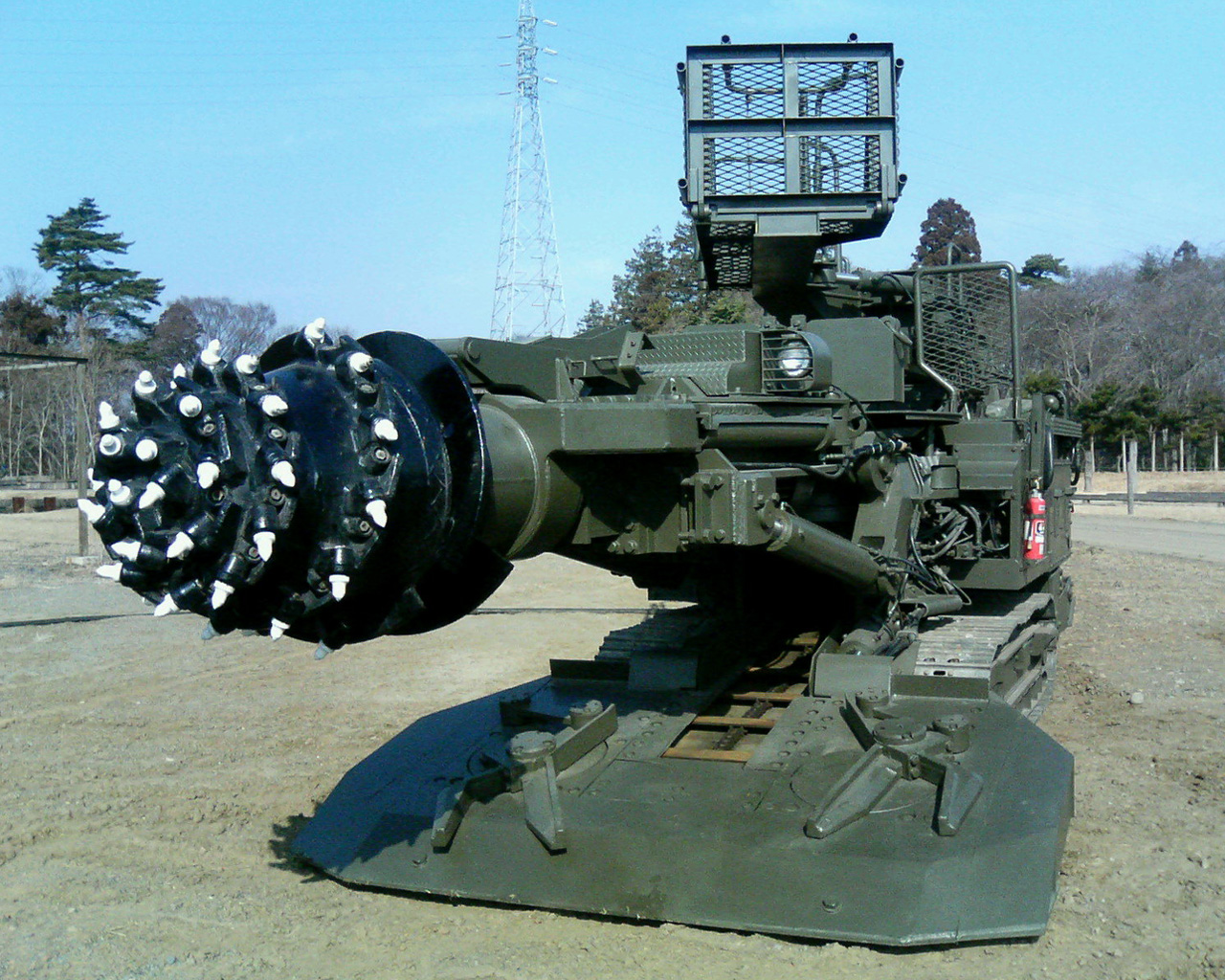
坑道掘削装置

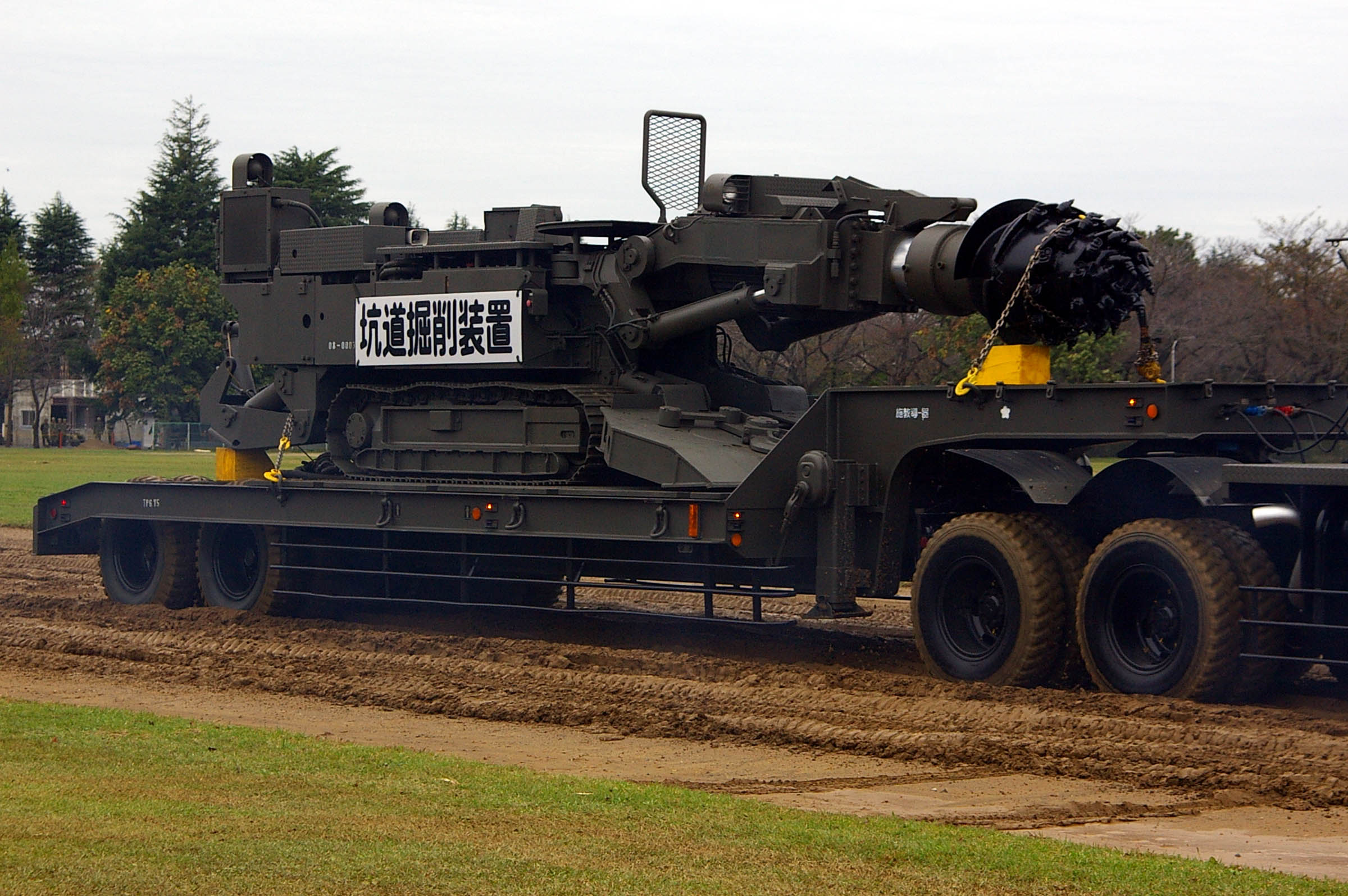
トレーラーに積載した状態

坑道掘削装置（こうどうくっさくそうち）は、陸上自衛隊の施設科の装備。施設群隷下の坑道中隊等に装備されて坑道（トンネル）型陣地を構築するために使用された。民生品であり、民生品での正式名称は「MRH-S100型ロードヘッダ」。

## 特徴
- 動力は電気。ケーブルで供給される。
- 1991年（平成3年）度から配備開始。
- ドリルのついたアーム部を振り回すようにして前進する。残土は後部のベルトコンベアーに乗って排出される。
- 2024年3月をもって全装備が退役した。

## 諸元
- 全長：14.9メートル
- 全幅：2.8メートル
- 全高：3.5メートル（アーム上昇時）
- 重量：掘削用電動機出力：100/60キロワット

## 性能
- 掘削断面：約29平方メートル
- 掘削能力：約30立方メートル
- 最大掘削高：約4.9メートル
- 最大掘削幅：約6メートル
- 対象土質：普通土、軟岩

## 製作
- 三井三池製作所

## 配備部隊・機関
第303坑道中隊は2010年（平成22年）3月26日、その他の坑道中隊・坑道小隊は2024年（令和6年）3月20日に廃止。
- 北部方面隊
  - 第3施設団
    - 第12施設群
      - 第302坑道中隊（岩見沢駐屯地）

    - 第13施設群
      - 第301坑道中隊（上富良野駐屯地）
- 東北方面隊
  - 第2施設団
    - 第10施設群
      - 第303坑道中隊（船岡駐屯地）
- 西部方面隊
  - 第5施設団
    - 第2施設群
      - 第304坑道中隊 (飯塚駐屯地)
- 陸上自衛隊施設学校
  - 施設教導隊（勝田駐屯地）
    - 施設器材中隊
      - 坑道小隊

## 登場作品
『MM9』
3巻に登場。皇居内で倒れた怪獣6号「ゼロケルビン」の死骸解体作業に投入される。
『戦国自衛隊1549』
小説版で、戦国時代にタイムスリップした第三特別実験中隊の装備として登場。富士山の地脈に繋がる大穴を掘る作業に使われていた。
『超空自衛隊』
オーストラリアへ災害派遣に向かう途中で、第二次世界大戦時にタイムスリップしてしまった陸上自衛隊施設科部隊の装備として登場。防空壕の構築に使用されたり、ドリルを使って旧アメリカ軍の戦車と戦闘も行う。